# Ulrich Hauschild (Manager)
Ulrich Hauschild (* 19. August 1967 in München) ist ein deutscher Kulturmanager.
Hauschild wuchs in Gilching bei München in einer musikalischen Familie auf und studierte Betriebswirtschaftslehre in Passau. Nach ersten Erfahrungen im Bereich Kulturmanagement des Symphonieorchesters des Bayerischen Rundfunks und als Assistent von Robert Wilson war er ab 1997 fast fünf Jahre lang persönlicher Referent von Gerard Mortier, dem damaligen Intendanten der Salzburger Festspiele. Anschließend arbeitete er von 2001 bis 2004 als künstlerischer Betriebsdirektor am Konzerthaus Dortmund. Von Januar bis Juli 2005 war er als Generalsekretär Orchestermanager der Camerata Salzburg. Dem folgte von 2007 bis 2012 eine sechsjährige Tätigkeit als Geschäftsführer beim Kunstfest Weimar. Von Januar 2013 Bis Ende 2020 war er Musikdirektor des Bereiches Bozar Music des Palais des Beaux-Arts de Bruxelles in Brüssel.  Dort war er für die gesamte musikalische Programmplanung zuständig, wobei er den Schwerpunkt auf „anderes und neues Hören“ in der Vernetzung mit anderen Kunstsparten legte.
2021 und 2022 war Hauschild Orchestermanager des Symphonieorchesters des Bayerischen Rundfunks. Seit 2023 ist er für alle klassischen Konzerte im Brüsseler Konzerthaus Flagey verantwortlich.